# 內特巴赫河
51°33′29.22″N 7°24′55.20″E / 51.5581167°N 7.4153333°E

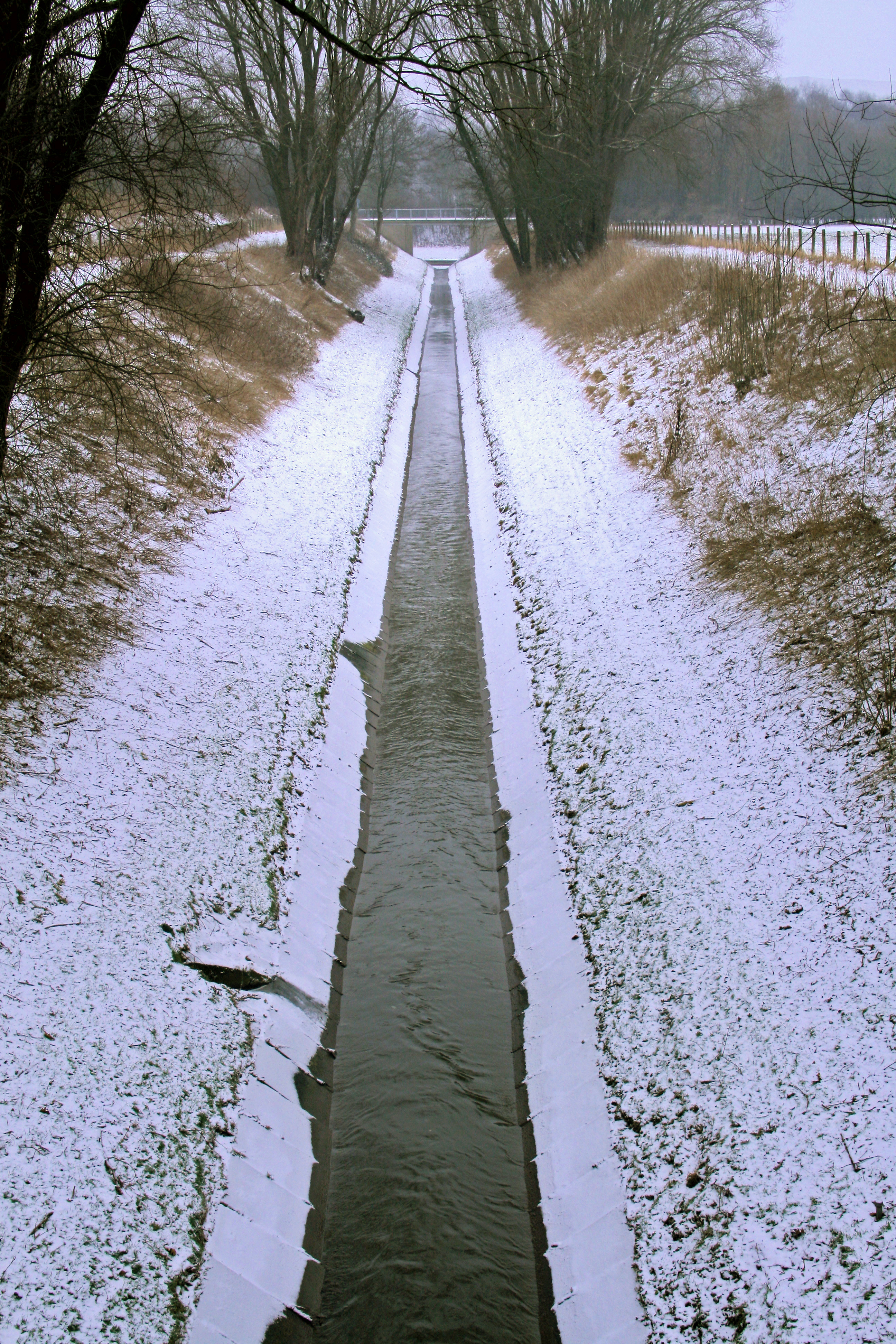

內特巴赫河（德語：Nettebach），是德國的河流，位於該國西部，處於北萊茵-威斯特法倫州，屬於埃姆舍爾河的支流，河道全長7.5公里，流域面積16.8平方公里。